# Hoplocampe du poirier
Hoplocampa brevis
Espèce
L'hoplocampe du poirier, Hoplocampa brevis, est une espèce d'insectes de l'ordre des hyménoptères et de la famille des Tenthredinidae. Sa larve se développe dans les poires.

## Moyens de lutte
La période à risque se situe avant la floraison.
Les moyens de lutte sont un traitement avant floraison avec un insecticide puissant.
Le piégeage massif avec des seaux englués blancs est aussi très efficace en bio si on le couple à une intervention (voire deux) d'un déchaussage l'hiver en période froide et pluvieuse sous le poirier pour remonter les pupes des hoplocampes présents à seulement 5 cm sous la surface.